# Jacksonella
Genre
Jacksonella est un genre d'araignées aranéomorphes de la famille des Linyphiidae.

## Distribution
Les espèces de ce genre se rencontrent en Europe et Asie de l'Est.

## Liste des espèces
Selon World Spider Catalog (version 16.5, 15/10/2015) :
- Jacksonella bidens Tanasevitch, 2011
- Jacksonella falconeri (Jackson, 1908)
- Jacksonella sexoculata Paik & Yaginuma, 1969

## Étymologie
Ce genre est nommé en l'honneur d'Arthur Randell Jackson.

## Publication originale
- Millidge, 1951 : Key to the British genera of subfamily Erigoninae (Family Linyphiidae: Araneae): including the description of a new genus (Jacksonella). Annals and Magazine of Natural History, sér. 12, vol. 4, p. 545-562.